# Pilis
Pilis è una città di 11 429 abitanti situata nella contea di Pest, nell'Ungheria settentrionale, gemellata con Piazza al Serchio.